# Eleccions legislatives austríaques de 1995

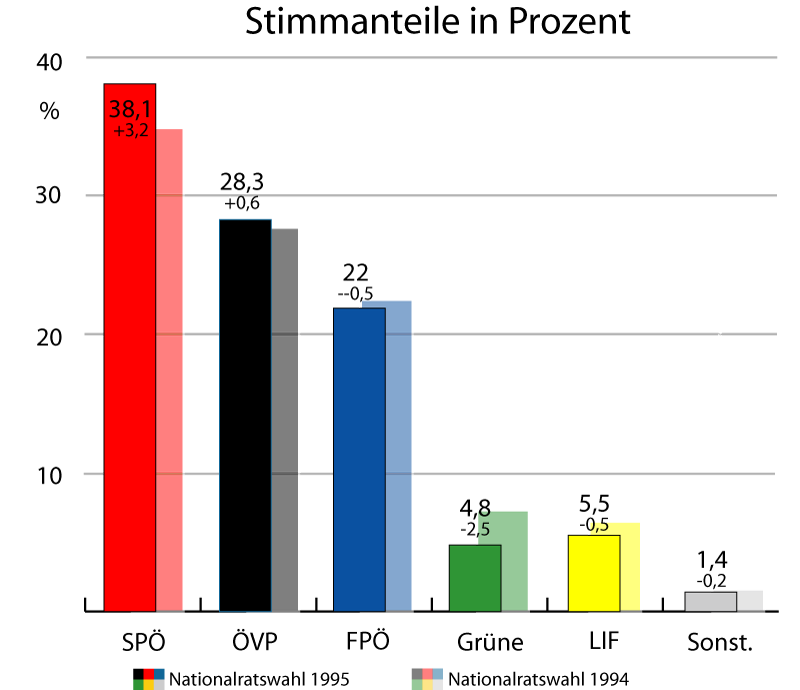
Resultats de les eleccions legislatives

Les eleccions legislatives del 1995 a Àustria, al Consell Nacional van ser el 3 d'octubre de 1995. Els socialdemòcrates foren la força més votada i Franz Vranitzky fou nomenat canceller, però el 1997 va dimitir i fou substituït per Viktor Klima.

## Resultats
Resum del resultats electorals al Consell Nacional d'Àustria (24 de novembre de 1995) 
| Partits | Partits                                                                   | Vots      | +/- | %     | +/-  | Escons | +/- |
| ------- | ------------------------------------------------------------------------- | --------- | --- | ----- | ---- | ------ | --- |
|         | Partit Socialdemòcrata d'Àustria (Sozialdemokratische Partei Österreichs) | 1.843.474 |     | 38,1  | +3,2 | 71     | +6  |
|         | Partit Popular d'Àustria (Österreichische Volkspartei)                    | 1.370.510 |     | 28,3  | +0,6 | 52     | ±0  |
|         | Partit Liberal d'Àustria (Freiheitliche Partei Österreichs)               | 1.060.377 |     | 21,9  | -0,6 | 41     | -1  |
|         | Fòrum Liberal (Liberales Forum)                                           | 276.026   |     | 5,5   | -0,5 | 10     | -1  |
|         | Els Verds (Die Grünen – Die Grüne Alternative)                            | 233.208   |     | 4,8   | -2,5 | 9      | -4  |
|         | No a l'OTAN i a la UE (Nein zu NATO und EU)                               | 53.176    |     | 1,1   | +0,2 | —      | ±0  |
|         | Partit Comunista d'Àustria (Kommunistische Partei Österreichs)            | 13.938    |     | 0,3   | =    | —      | ±0  |
|         | Partit de la Llei Natural d'Àustria (Österreichische Naturgesetzpartei)   | 1.634     | *   | 0,1   | *    | —      | *   |
|         | Partit dels Animals (Die Beste Partei)                                    | 830       | *   | 0,02  | *    | —      | *   |
|         | Total (participació 85,98%)                                               | 4.959.455 |     | 100,0 |      | 183    |     |